# Peasiella isseli
Peasiella isseli is een slakkensoort uit de familie van de Littorinidae. De wetenschappelijke naam van de soort is voor het eerst geldig gepubliceerd in 1869 door Semper in Issel.